# Kovža
La Kovža (in russo Ко́вжа?) è un fiume della Russia europea centrale (oblast' di Vologda), tributario del lago Bianco. Appartiene al bacino del Volga.
Il fiume scorre dal lago Kovžskoe, nel territorio del Vytegorskij rajon. La lunghezza del fiume è di 86 km, l'area del bacino è di 5 000 km². Vicino al villaggio di Aleksandrovskoe si collega al canale Volga-Baltico. Più avanti attraversa i rajon Belozerskij e Vaškinskij. Sfocia in una baia sulla costa nord-ovest del lago Bianco, a ovest della foce del Kema.